# The Palazzo

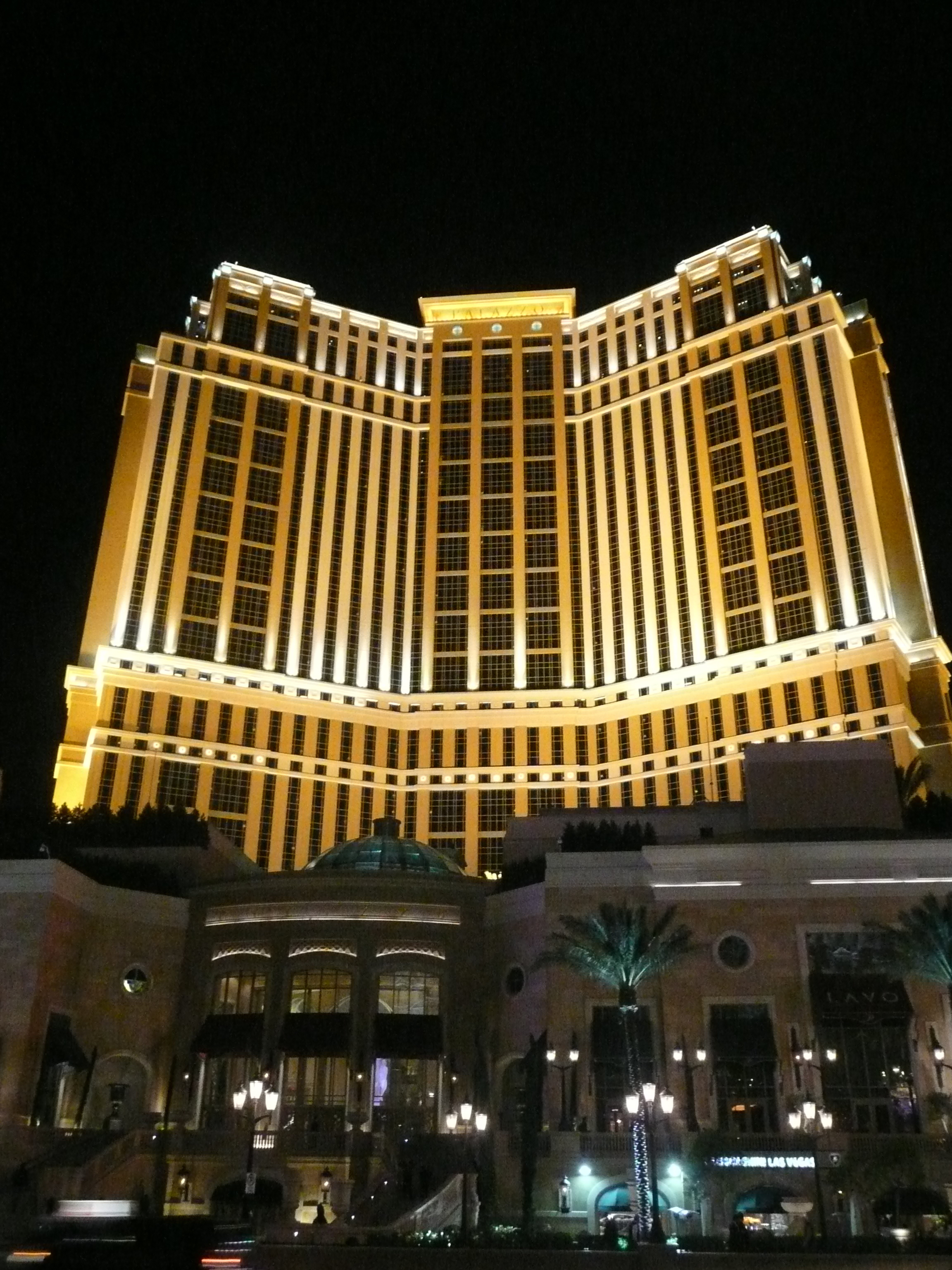
Palazzo

The Palazzo és un luxós hotel i casino de l'Strip de Las Vegas (Nevada, EUA). És propietat de Las Vegas Sands, el disseny i tema principal és l'ambient europeu modern i luxós.
Algunes parts d'aquest complex van obrir-se al públic el 30 de desembre del 2007, tot i que la cerimònia d'inauguració oficial va ser el 17 de gener del 2008.

## Curiositats
L'hotel va ser l'escenari principal de la pel·lícula Ocean's Thirteen, de Steven Soderbergh